# Kościół św. Mateusza w Qrendi
Kościół św. Mateusza (malt. Il-Knisja ta' San Mattew, ang. Church of St Matthew), znany też jako San Mattew tal-Maqluba il-Kbir – jest to rzymskokatolicki kościół w małej wiosce Qrendi na Malcie.

## Historia
„Il-Maqluba” w nazwie kościoła pochodzi od nazwy depresji, znajdującej się na polach za kościołem. Jak mówi lokalna legenda, powstała ona przez zapadnięcie się gruntu (po maltańsku „il-maqluba” znaczy „przewrócony, odwrócony, do góry nogami”; ang. upside down) w wyniku burzy i trzęsienia ziemi w roku 1343.
Kościół dedykowany św. Mateuszowi Apostołowi przylega do znacznie mniejszej średniowiecznej kaplicy pod tym samym wezwaniem. Rzadko spotkać można kaplicę powiększoną poprzez przystawienie do niej innego budynku. Najczęściej starą burzono, a na jej miejscu budowana była nowa. Nie wiadomo, dlaczego w tym przypadku stało się inaczej, lecz dzięki temu unikalny przykład tego rodzaju średniowiecznej budowli na Malcie istnieje do dziś dnia.
Początki kościoła św. Mateusza sięgają roku 1674. Jego budowa została ukończona w 1682, zaś poświęcenia dokonał 12 września 1683 ówczesny proboszcz parafii Qrendi, ksiądz Dumink (Dominik) Formosa.
Dnia 12 kwietnia 1942, podczas II wojny światowej, fasada kościoła została mocno uszkodzona w wyniku trafienia przez nieprzyjacielskie bomby podczas nalotu. Budynkowi niemal groziło zawalenie. Powodem trafienia była bliskość brytyjskiego lotniska wojskowego. Pod kierownictwem architekta S. Privitery odbudowano zniszczoną część budynku. Zmieniono nieco wygląd fasady w porównaniu z poprzednim: krzyż na szczycie zastąpiono nieco mniejszym, w miejscu kamiennych kul na rogach budynku, zbudowano dwie niewielkie dzwonnice, okno na fasadzie zostało obniżone i powiększone, co pozwoliło lepiej doświetlić wnętrze kościoła.

## Wygląd zewnętrzny
Kościół jest prostym budynkiem w kształcie prostokąta. Fasada ma na rogach dwa wysokie pilastry w stylu toskańskim. Gzyms dachowy biegnie spadkiem od środka z wyeksponowanym krzyżem, w obie strony do poziomej części na brzegach, gdzie stoją dwie małe dzwonnice, dobudowane po wojnie. Główne wejście tworzą prostokątne drzwi, z dwoma toskańskimi pilastrami po bokach, przykryte prostym gzymsem. Powyżej znajduje się najładniejszy element fasady – duże okno w formie krzyża greckiego, z czterema półokrągłymi ramionami, z witrażem w formie rozety. Okno to również zostało powiększone podczas odbudowy fasady po zniszczeniach wojennych. Główne drzwi okalają okna, po jednym z każdej strony. W bocznych ścianach budynku znajdują się kolejne dwa wejścia. Intrygującą jest pusta nisza na tylnej ścianie kościoła; nikt nie wie, w jakim celu została wybudowana.

## Wnętrze

### Opis
Wnętrze świątyni ma kształt prostokąta. Mimo stosunkowo dużego wnętrza, jest tam tylko jeden kamienny ołtarz, ozdobiony rzeźbioną predellą. Strop kościoła wspiera dziewięć łuków, bazujących na wysoko  umieszczonym gzymsie. Galeria organowa, znajdująca się ponad głównym wejściem, zbudowana w roku 1834 przez dobroczyńców kościoła, księdza Mikiela Zammita i księdza Gio Antona Spiteri, wsparta jest na sześciu doryckich kolumnach. Główne pomieszczenie połączone jest, przez dwoje małych drzwi po bokach ołtarza, z mniejszą kaplicą (nazywaną w niektórych źródłach kryptą) oraz z zakrystią, która została dobudowana w latach późniejszych.

### Dzieła sztuki
Obraz tytularny, wiszący nad ołtarzem, przedstawia męczeństwo św. Mateusza. Przypisywany jest Mattia Pretiemu, lub też Giuseppe d'Arena, datowany jest na 1688. Uważa się, że został zamówiony przez rycerza języka Francji Nicola’ Communette.  Interesującym jest to, że święty pokazany jest w szacie kapłańskiej, podczas odprawiania mszy świętej. W ikonografii Mateusz zwykle pokazywany z Ewangelią w ręku, i swoim symbolem „uskrzydlonego młodzieńca”, a nie w momencie męczeńskiej śmierci. Również dlatego ten obraz wydaje się niezwykły, jeśli nie wyjątkowy. W roku 1984 obraz został skradziony z kościoła. Odzyskany przez policję, przez jakiś czas przechowywany był w muzeum katedralnym. W roku 1998 odnowiony wraz z całą świątynią.

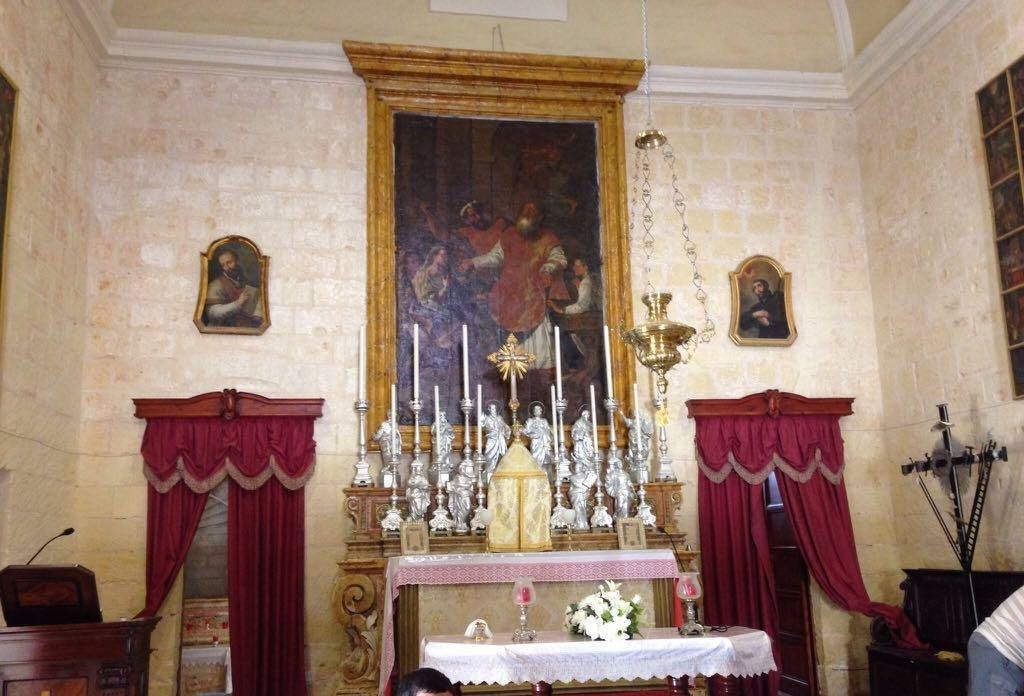
Wnętrze kościoła.

W kościele znajdują się również inne obrazy, których autorzy nie są znani, w tym Wniebowzięcie Maryi Panny oraz Matka Boża Różańcowa ze scenami tajemnic różańca.

## Kościół dzisiaj
W 1998, kiedy proboszczem Qrendi został ks. Raymond Toledo, dokonał on, w ramach projektu Millenium, kolejnej renowacji kościoła i upiększenia terenu wokół niego; odnowiono wtedy też obraz tytularny kościoła.
Zainstalowanie przy zakrystii małej kuchni i zaplecza sanitarnego, uczyniło kościół idealnym miejscem na krótkie rekolekcje i dni modlitewne.
Wraz z ukończeniem przy pomocy funduszy z Unii Europejskiej, w roku 2013, upiększania Maqluba Square w ramach projektu „Malta Goes Rural”, San Mattew tal-Maqluba po raz kolejny okazuje się być niezwykle popularny wśród tych par, które chcą, aby ich „Specjalny Dzień” był trochę bardziej wyjątkowy.
Kościół św. Mateusza jest w bardzo dobrym stanie, i jest regularnie otwarty na msze św. i inne działania parafialne w Qrendi.

## Fiestaśw. Mateusza
Liturgiczny dzień św. Mateusza Ewangelisty przypada na 21 września. W przeszłości święto to było uroczyście obchodzone w kościele „San Mattew tal-Maqluba il-Kbir”. Po uroczystościach religijnych wiele osób ucztowało, kupowano statuetki i gliniane figurki różnych świętych. Dzisiaj święto to nadal odbywa się we wrześniu, zwykle po niedzielnej liturgii, ale w nieco mniejszej skali. Uroczystość organizowana jest przez jedno z dwóch towarzystw muzycznych w Qrendi. Kościół udekorowany jest adamaszkiem i światłami. Mieszkańcy tłumnie uczestniczą w tym naprawdę pięknym maltańskim święcie.

## Ochrona dziedzictwa kulturowego
Budynek kościoła, wraz z przylegającą doń kaplicą św. Mateusza, został umieszczony 23 września 2013 na liście National Inventory of the Cultural Property of the Maltese Islands pod numerem 1788.